# 陸坦
陸坦（1454年—？），字子由，直隸蘇州府吳縣人，匠籍，明朝政治人物。

## 生平
成化二十二年（1486年）丙午科應天府鄉試第一百三十五名舉人。弘治三年（1490年）中式庚戌科會試第二十名，三甲第九名進士。

## 家族
曾祖陸誠；祖父陸凱；父陸澂，母沈氏。具庆下。